# Dunstaffnage
Dunstaffnage est une communauté dans le comté de Queens de l'Île-du-Prince-Édouard, au nord-est de Charlottetown.